# Beauzac
Beauzac est une commune française située à l'est du Velay, dans le département de la Haute-Loire en région de l'Auvergne-Rhône-Alpes. Beauzac est située à équidistance (40 kilomètres environ) des villes du Puy-en-Velay (Haute-Loire) et de Saint-Étienne (Loire).

## Géographie

### Localisation
La commune de Beauzac se trouve dans le département de la Haute-Loire, en région Auvergne-Rhône-Alpes.
Elle se situe à 43 km par la route du Puy-en-Velay, préfecture du département, à 18 km d'Yssingeaux, sous-préfecture, et à 6 km de Bas-en-Basset, bureau centralisateur du canton de Bas-en-Basset dont dépend la commune depuis 2015 pour les élections départementales.
Les communes les plus proches sont : 
Saint-Maurice-de-Lignon (5,0 km), Bas-en-Basset (5,3 km), Monistrol-sur-Loire (6,8 km), Les Villettes (7,1 km), Valprivas (7,2 km), Solignac-sous-Roche (8,0 km), Retournac (8,0 km), Beaux (8,0 km).
|           | Bas-en-Basset | Monistrol-sur-Loire     |
| Tiranges  | Beauzac       |                         |
| Retournac | Beaux         | Saint-Maurice-de-Lignon |

### Climat
Pour des articles plus généraux, voir Climat d'Auvergne-Rhône-Alpes et Climat de la Haute-Loire.
En 2010, le climat de la commune est de type climat des marges montargnardes, selon une étude du Centre national de la recherche scientifique s'appuyant sur une série de données couvrant la période 1971-2000. En 2020, Météo-France publie une typologie des climats de la France métropolitaine dans laquelle la commune est exposée à un climat de montagne ou de marges de montagne et est dans une zone de transition entre les régions climatiques « Nord-est du Massif Central » et « Sud-est du Massif Central ».
Pour la période 1971-2000, la température annuelle moyenne est de 10 °C, avec une amplitude thermique annuelle de 16,6 °C. Le cumul annuel moyen de précipitations est de 779 mm, avec 8,2 jours de précipitations en janvier et 6,6 jours en juillet. Pour la période 1991-2020, la température moyenne annuelle observée sur la station météorologique de Météo-France la plus proche, « Bas-en-Basset », sur la commune de Bas-en-Basset à 5 km à vol d'oiseau, est de 11,2 °C et le cumul annuel moyen de précipitations est de 754,1 mm,. Pour l'avenir, les paramètres climatiques de la commune estimés pour 2050 selon différents scénarios d'émission de gaz à effet de serre sont consultables sur un site dédié publié par Météo-France en novembre 2022.

### Géologie et relief
Le territoire de la commune de Beauzac matérialise une fraction est du Massif central et est situé à l'est du département de la Haute-Loire, non loin de la frontière des départements de la Loire et de l'Ardèche. Ce territoire s’étend sur le flanc nord-est de la montagne ou plateau de la Madeleine, sise elle-même sur le territoire de la commune voisine de Retournac. Le sommet de la Dent, avec ses 970 mètres d’altitude, en est le point culminant.

### Hydrographie
La Loire, qui forme toute la limite est et sud-est de la commune, ne la traverse que dans son extrémité sud, séparant le village de Vaures, situé sur la rive droite du fleuve, d’avec le reste de la commune. L’Ance, affluent de rive-gauche de la Loire, forme grosso modo sa limite nord. Le fleuve reçoit également, au village de Confolens, à l’extrême est de la commune, les eaux du Lignon, affluent de rive-droite de la Loire.

### Voies de communication et transports

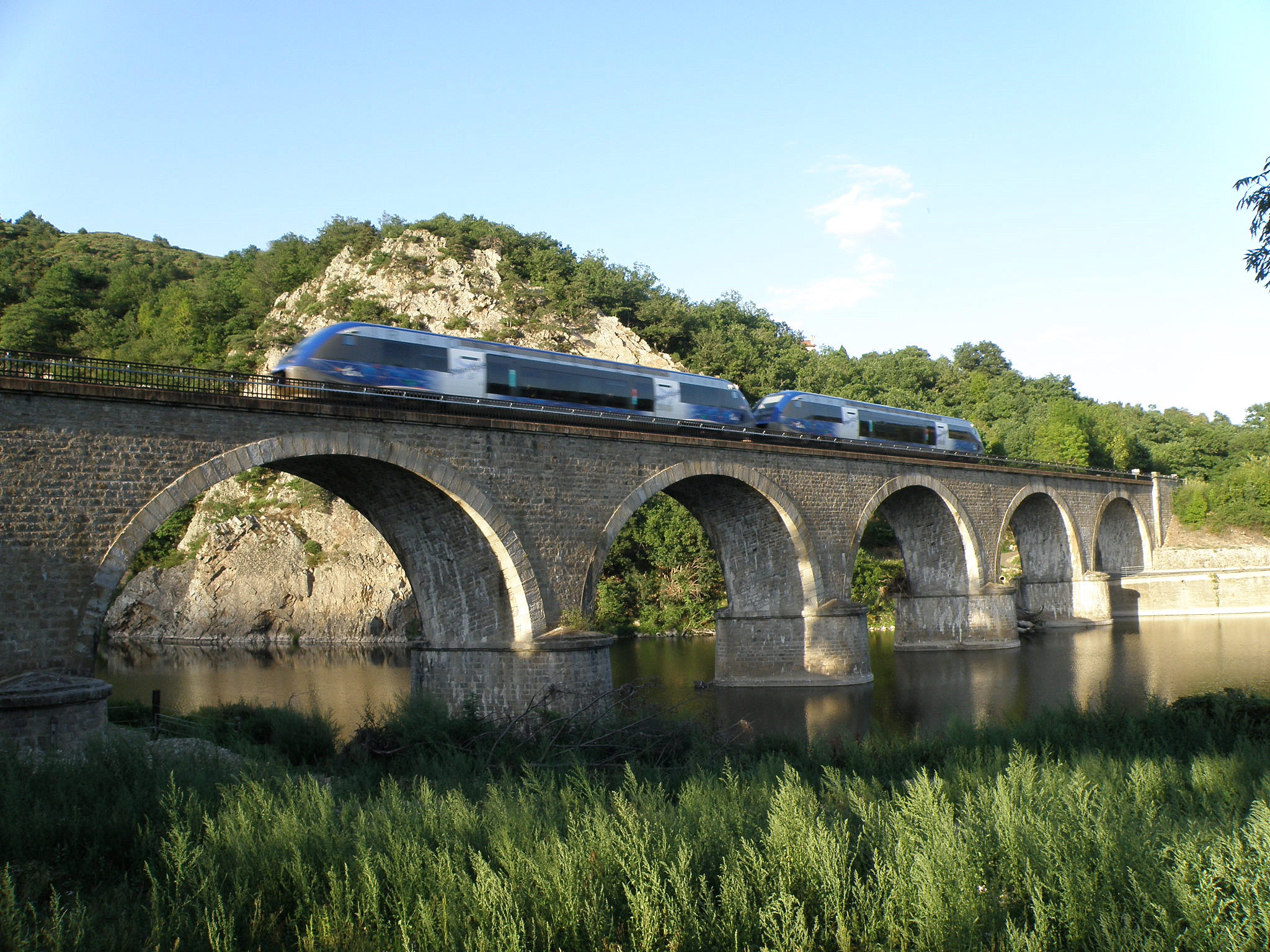
Viaduc de Brenas, dans le sud de la commune, enjambant la Loire. Un train de la ligne Le Puy – Saint-Étienne l'emprunte.

La commune est traversée diamétralement par la route départementale 42, qui relie Retournac à Bas-en-Basset, et longée, sur son flanc sud-est, par la ligne de Saint-Étienne-Châteaucreux au Puy-en-Velay, à voie unique, qui emprunte la vallée encaissée de la Loire.
Une halte ferroviaire est située sur la commune : la gare de Pont-de-Lignon (hameau de Confolent).

## Urbanisme

### Typologie
Au 1er janvier 2024, Beauzac est catégorisée commune rurale à habitat dispersé, selon la nouvelle grille communale de densité à sept niveaux définie par l'Insee en 2022.
Elle est située hors unité urbaine et hors attraction des villes,.

### Occupation des sols
L'occupation des sols de la commune, telle qu'elle ressort de la base de données européenne d’occupation biophysique des sols Corine Land Cover (CLC), est marquée par l'importance des forêts et milieux semi-naturels (48,8 % en 2018), une proportion sensiblement équivalente à celle de 1990 (49 %). La répartition détaillée en 2018 est la suivante : 
forêts (47,9 %), zones agricoles hétérogènes (31,7 %), prairies (13,7 %), zones urbanisées (5,7 %), milieux à végétation arbustive et/ou herbacée (0,9 %). L'évolution de l’occupation des sols de la commune et de ses infrastructures peut être observée sur les différentes représentations cartographiques du territoire : la carte de Cassini (XVIIIe siècle), la carte d'état-major (1820-1866) et les cartes ou photos aériennes de l'IGN pour la période actuelle (1950 à aujourd'hui).

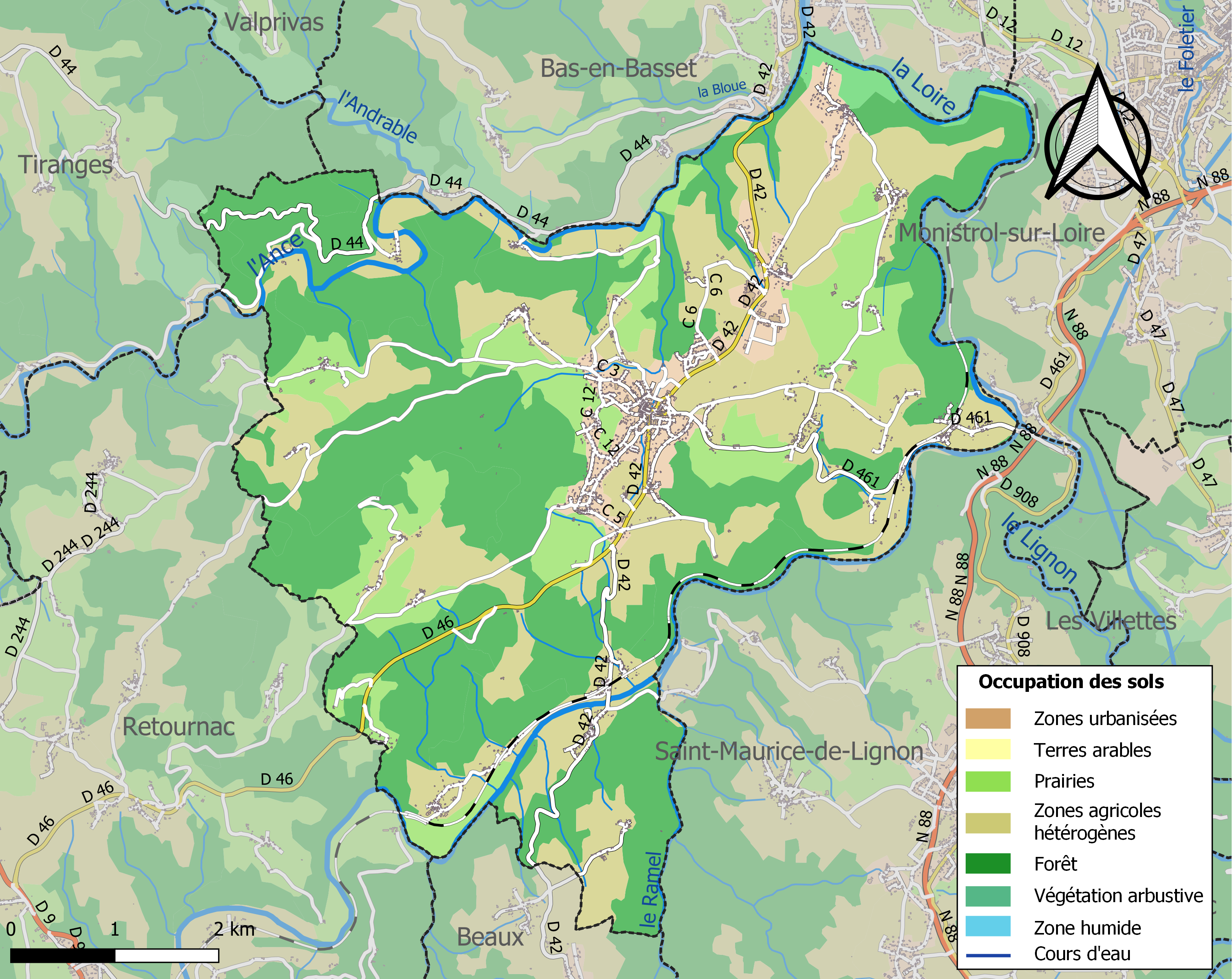
Carte des infrastructures et de l'occupation des sols de la commune en 2018 (CLC).
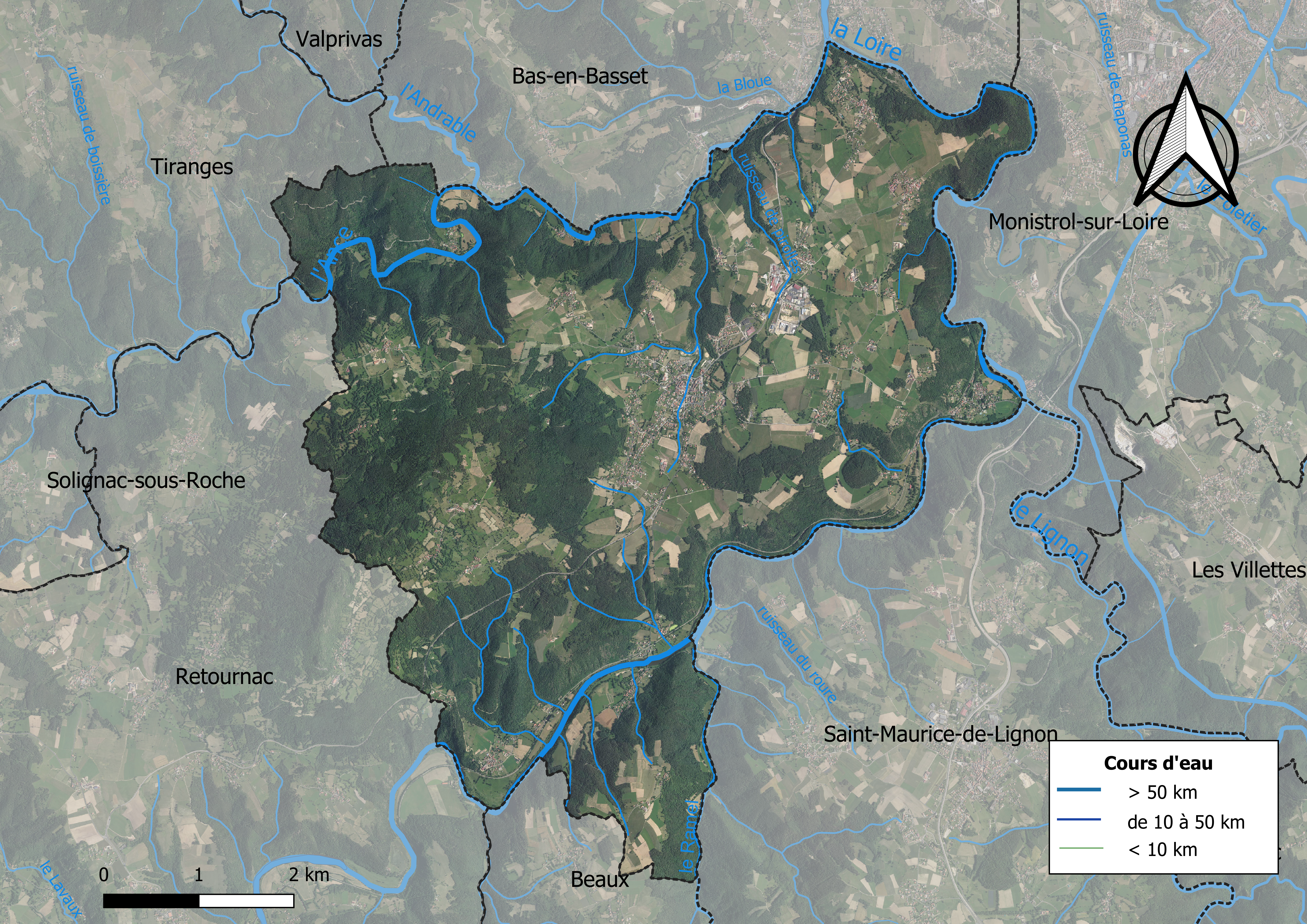
Carte orthophotographique de la commune.

### Habitat et logement
En 2018, le nombre total de logements dans la commune était de 527, alors qu'il était de 514 en 2013 et de 496 en 2008.
Parmi ces logements, 64,3 % étaient des résidences principales, 23,5 % des résidences secondaires et 12,1 % des logements vacants. Ces logements étaient pour 94,1 % d'entre eux des maisons individuelles et pour 5,1 % des appartements.
Le tableau ci-dessous présente la typologie des logements à Beauzac en 2018 en comparaison avec celle de la Haute-Loire et de la France entière. Une caractéristique marquante du parc de logements est ainsi une proportion de résidences secondaires et logements occasionnels (23,5 %) supérieure à celle du département (16,1 %) et à celle de la France entière (9,7 %). Concernant le statut d'occupation de ces logements, 77,5 % des habitants de la commune sont propriétaires de leur logement (76,6 % en 2013), contre 70 % pour la Haute-Loire et 57,5 pour la France entière.
| Typologie                                               | Beauzac | Haute-Loire | France entière |
| ------------------------------------------------------- | ------- | ----------- | -------------- |
| Résidences principales (en %)                           | 64,3    | 71,5        | 82,1           |
| Résidences secondaires et logements occasionnels (en %) | 23,5    | 16,1        | 9,7            |
| Logements vacants (en %)                                | 12,1    | 12,4        | 8,2            |

## Histoire
Étant mentionné pour la première fois dans un cartulaire du prieuré de Chamalières-sur-Loire en 923, le village de Beauzac est une des paroisses les plus anciennes du diocèse du Puy-en-Velay. Au XIIe siècle furent édifiés un château, ainsi que des murailles d’enceinte, formant ensemble un périmètre rectangulaire encore aisément reconnaissable aujourd’hui sur les photographies satellites. De cette ancienne place forte n’ont été conservés que deux porches de forme ogivale et des consoles en bois soutenant les galeries qui couronnent les façades des maisons aménagées dans les anciennes murailles.

## Politique et administration

### Découpage territorial
La commune de Beauzac est membre de la communauté de communes Marches du Velay-Rochebaron, un établissement public de coopération intercommunale (EPCI) à fiscalité propre créé le 27 décembre 2016 dont le siège est à Monistrol-sur-Loire. Ce dernier est par ailleurs membre d'autres groupements intercommunaux.
Sur le plan administratif, elle est rattachée à l'arrondissement d'Yssingeaux, au département de la Haute-Loire, en tant que circonscription administrative de l'État, et à la région Auvergne-Rhône-Alpes.
Sur le plan électoral, elle dépend du canton de Bas-en-Basset pour l'élection des conseillers départementaux, depuis le redécoupage cantonal de 2014 entré en vigueur en 2015, et de la première circonscription de la Haute-Loire   pour les élections législatives, depuis le redécoupage électoral de 1986.

### Élections municipales et communautaires

#### Élections de 2020
| Tête de liste       | Suffrages | Pourcentage | CM | CC |
| ------------------- | --------- | ----------- | -- | -- |
| Jean-Pierre Moncher | 844       | 65,32 %     | 19 | 3  |
| Jeanine Gessen      | 448       | 34,67 %     | 4  | 1  |

Le conseil municipal de Beauzac, commune de plus de 1 000 habitants, est élu au scrutin proportionnel de liste à deux tours (sans aucune modification possible de la liste), pour un mandat de six ans renouvelable. Compte tenu de la population communale, le nombre de sièges à pourvoir lors des élections municipales de 2020 est de 23. Les vingt-trois conseillers municipaux sont élus au premier tour avec un taux de participation de 59,16 %, se répartissant en dix-neuf issus de la liste conduite par Jean-Pierre Moncher et quatre issus de celle de Jeanine Gessen.
Jean-Pierre Moncher est élu nouveau maire de la commune le 23 mai 2020.
Les quatre sièges attribués à la commune au sein du conseil communautaire de la communauté de communes Marches du Velay-Rochebaron se répartissent en : liste de Jean-Pierre Moncher (3) et liste de Jeanine Gessen (1).

#### Liste des maires
| Période                                  | Période                       | Identité             | Étiquette | Qualité                                                                                              |
| ---------------------------------------- | ----------------------------- | -------------------- | --------- | --- |
| Les données manquantes sont à compléter. |                               |                      |           | |
| octobre 1962                             | juin 2020                     | Jean Proriol         | UMP       | Député de la Haute-Loire                                                                             |
| juin 2020                                | En cours (au 28 janvier 2021) | Jean-Pierre Moncher, | DVD       | Responsable rayon fruits et légumes 5e vice-président de la CC Marches du Velay-Rochebaron (2020 → ) |

### Jumelage
- Camigliano,  Italie (jumelage effectué en 1999)[24]

## Population et société

### Démographie

#### Évolution démographique

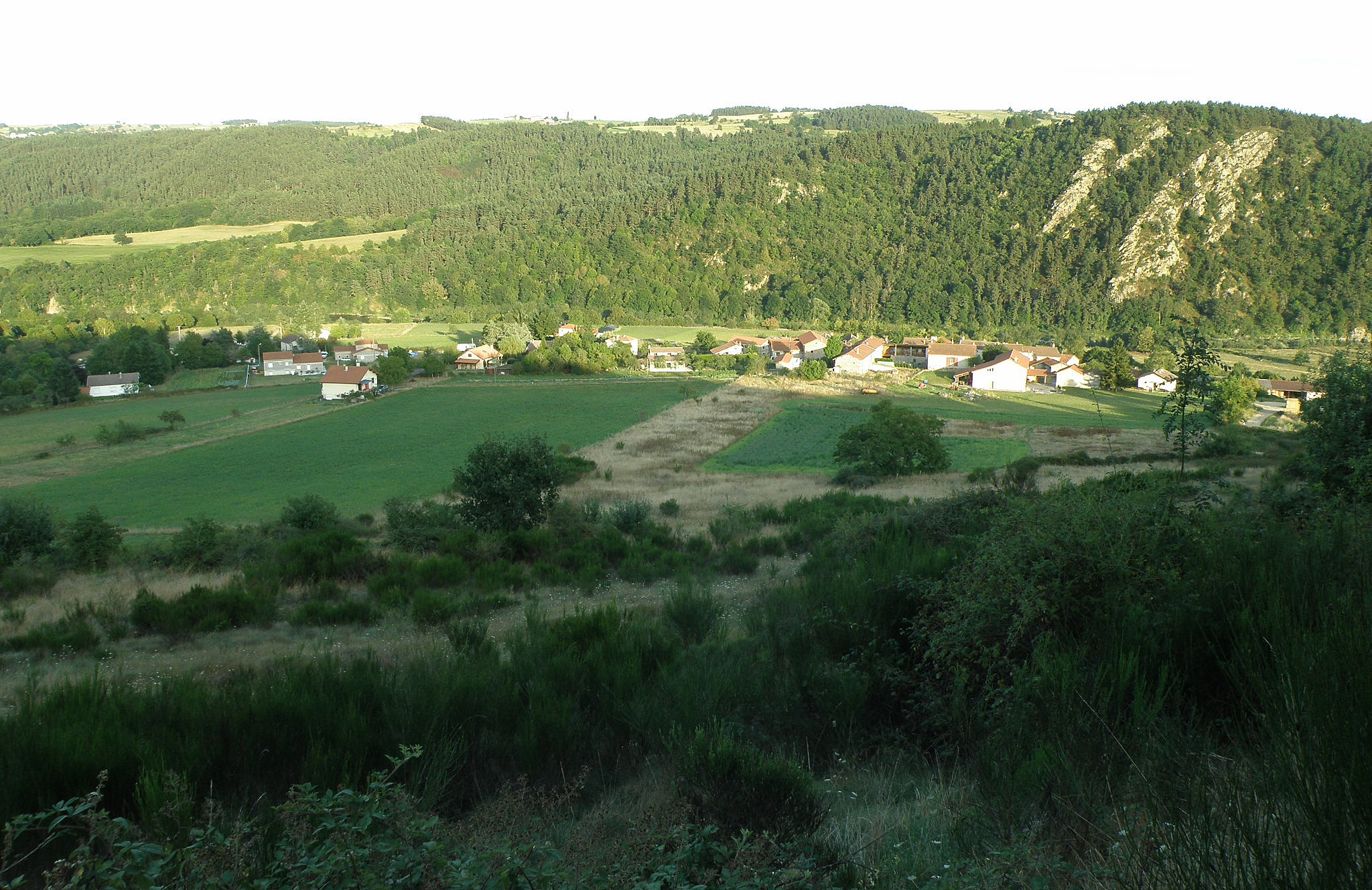
Hameau de Brenas, situé dans le sud de la commune, à l'intérieur d'une courbe de la Loire.

La croissance démographique s'explique par l'implantation d'activités industrielles, mais aussi par l'arrivée de nombreux néoruraux dans la commune.
L'évolution du nombre d'habitants est connue à travers les recensements de la population effectués dans la commune depuis 1793. Pour les communes de moins de 10 000 habitants, une enquête de recensement portant sur toute la population est réalisée tous les cinq ans, les populations de référence des années intermédiaires étant quant à elles estimées par interpolation ou extrapolation. Pour la commune, le premier recensement exhaustif entrant dans le cadre du nouveau dispositif a été réalisé en 2005.

En 2022, la commune comptait 2 964 habitants, en évolution de +1,4 % par rapport à 2016 (Haute-Loire : +0,36 %, France hors Mayotte : +2,11 %).
| 1793  | 1800  | 1806  | 1821  | 1831  | 1836  | 1841  | 1846  | 1851  |
| ----- | ----- | ----- | ----- | ----- | ----- | ----- | ----- | ----- |
| 2 457 | 2 202 | 2 474 | 2 460 | 2 597 | 2 676 | 2 352 | 2 353 | 2 626 |

| 1856  | 1861  | 1866  | 1872  | 1876  | 1881  | 1886  | 1891  | 1896  |
| ----- | ----- | ----- | ----- | ----- | ----- | ----- | ----- | ----- |
| 2 642 | 2 861 | 2 818 | 2 549 | 2 514 | 2 674 | 2 664 | 2 586 | 2 473 |

| 1901  | 1906  | 1911  | 1921  | 1926  | 1931  | 1936  | 1946  | 1954  |
| ----- | ----- | ----- | ----- | ----- | ----- | ----- | ----- | ----- |
| 2 328 | 2 357 | 2 194 | 2 045 | 2 010 | 1 926 | 1 874 | 1 850 | 1 436 |

| 1962  | 1968  | 1975  | 1982  | 1990  | 1999  | 2005  | 2006  | 2010  |
| ----- | ----- | ----- | ----- | ----- | ----- | ----- | ----- | ----- |
| 1 515 | 1 472 | 1 574 | 1 867 | 1 955 | 2 061 | 2 557 | 2 563 | 2 762 |

| 2015  | 2020  | 2022  | - | - | - | - | - | - |
| ----- | ----- | ----- | - | - | - | - | - | - |
| 2 904 | 2 986 | 2 964 | - | - | - | - | - | - |

#### Pyramide des âges
La population de la commune est relativement jeune.
En 2018, le taux de personnes d'un âge inférieur à 30 ans s'élève à 32 %, soit au-dessus de la moyenne départementale (31 %). À l'inverse, le taux de personnes d'âge supérieur à 60 ans est de 28,9 % la même année, alors qu'il est de 31,1 % au niveau départemental.
En 2018, la commune comptait 1 479 hommes pour 1 474 femmes, soit un taux de 50,08 % d'hommes, légèrement supérieur au taux départemental (49,13 %).
Les pyramides des âges de la commune et du département s'établissent comme suit.
| Hommes | Classe d’âge | Femmes |
| ------ | ------------ | ------ |
| 0,9    | 90 ou +      | 2,3    |
| 7,0    | 75-89 ans    | 9,1    |
| 19,9   | 60-74 ans    | 18,7   |
| 22,9   | 45-59 ans    | 22,4   |
| 16,2   | 30-44 ans    | 16,5   |
| 15,8   | 15-29 ans    | 13,8   |
| 17,3   | 0-14 ans     | 17,2   |

| Hommes | Classe d’âge | Femmes |
| ------ | ------------ | ------ |
| 0,9    | 90 ou +      | 2,5    |
| 8,4    | 75-89 ans    | 11,7   |
| 20,4   | 60-74 ans    | 20,5   |
| 21,3   | 45-59 ans    | 20,3   |
| 16,8   | 30-44 ans    | 16,3   |
| 15,2   | 15-29 ans    | 13,2   |
| 17     | 0-14 ans     | 15,6   |

## Économie
L'agriculture s'est majoritairement intensifiée et, pour les laiteries dépendantes de l'élevage, industrialisée (industrie agroalimentaire). La Compagnie Fromagère de la Vallée de l'Ance (CFVA) (groupe Bongrain) fabrique des fromages aux marques commerciales assez connues du marché vivrier français (par exemple le fromage Saint Agur).
D'autres activités, artisanat, industrie (plastique, mécanique, logistique) se sont installées au sein de la commune, en particulier dans la zone d'activité de Pirolles.

### Revenus
En 2018, la commune compte 1 240 ménages fiscaux, regroupant 2 981 personnes. La médiane du revenu disponible par unité de consommation est de 21 640 € (20 800 € dans le département). 46 % des ménages fiscaux sont imposés (42,8 % dans le département).

### Emploi
| Division       | 2008  | 2013  | 2018  |
| -------------- | ----- | ----- | ----- |
| Commune        | 6,1 % | 8,5 % | 6,8 % |
| Département    | 6,3 % | 7,7 % | 7,7 % |
| France entière | 8,3 % | 10 %  | 10 %  |

En 2018, la population âgée de 15 à 64 ans s'élève à 1 787 personnes, parmi lesquelles on compte 77,6 % d'actifs (70,8 % ayant un emploi et 6,8 % de chômeurs) et 22,4 % d'inactifs,. Depuis 2008, le taux de chômage communal (au sens du recensement) des 15-64 ans est inférieur à celui de la France et du département.
La commune est hors attraction des villes,. Elle compte 1 005 emplois en 2018, contre 954 en 2013 et 923 en 2008. Le nombre d'actifs ayant un emploi résidant dans la commune est de 1 282, soit un indicateur de concentration d'emploi de 78,4 % et un taux d'activité parmi les 15 ans ou plus de 57,4 %.
Sur ces 1 282 actifs de 15 ans ou plus ayant un emploi, 316 travaillent dans la commune, soit 25 % des habitants. Pour se rendre au travail, 91 % des habitants utilisent un véhicule personnel ou de fonction à quatre roues, 1,7 % les transports en commun, 4,1 % s'y rendent en deux-roues, à vélo ou à pied et 3,2 % n'ont pas besoin de transport (travail au domicile).

### Activités hors agriculture
174 établissements sont implantés  à Beauzac au 31 décembre 2019. Le tableau ci-dessous en détaille le nombre par secteur d'activité et compare les ratios avec ceux du département,.
| Secteur d'activité                                                                                        | Commune | Commune | Département |
| Secteur d'activité                                                                                        | Nombre  | %       | %           |
| --- | ------- | ------- | ----------- |
| Ensemble                                                                                                  | 174     | 100 %   | (100 %)     |
| Industrie manufacturière, industries extractives et autres                                                | 27      | 15,5 %  | (14,2 %)    |
| Construction                                                                                              | 29      | 16,7 %  | (13,9 %)    |
| Commerce de gros et de détail, transports, hébergement et restauration                                    | 44      | 25,3 %  | (28,8 %)    |
| Information et communication                                                                              | 3       | 1,7 %   | (1,9 %)     |
| Activités financières et d'assurance                                                                      | 3       | 1,7 %   | (4,4 %)     |
| Activités immobilières                                                                                    | 6       | 3,4 %   | (3,9 %)     |
| Activités spécialisées, scientifiques et techniques et activités de services administratifs et de soutien | 30      | 17,2 %  | (11,6 %)    |
| Administration publique, enseignement, santé humaine et action sociale                                    | 19      | 10,9 %  | (13,3 %)    |
| Autres activités de services                                                                              | 13      | 7,5 %   | (8 %)       |

Le secteur du commerce de gros et de détail, des transports, de l'hébergement et de la restauration est prépondérant sur la commune puisqu'il représente 25,3 % du nombre total d'établissements de la commune (44 sur les 174 entreprises implantées  à Beauzac), contre 28,8 % au niveau départemental.
Les cinq entreprises ayant leur siège social sur le territoire communal qui génèrent le plus de chiffre d'affaires en 2020 sont : 
- J & M Plast, fabrication d'emballages en matières plastiques (35 939 k€)
- Société Alain Ollier, transports routiers de fret interurbains (5 793 k€)
- Automobiles Alexandre Ollier, commerce de voitures et de véhicules automobiles légers (2 492 k€)
- Ollier SBTM - SBTM, entreposage et stockage non frigorifique (2 075 k€)
- Maisons Marguerite, conseil pour les affaires et autres conseils de gestion (90 k€)

### Agriculture
La commune fait partie de la petite région agricole dénommée « Monts du Forez ». En 2010, l'orientation technico-économique de l'agriculture  sur la commune est la production de bovins, orientation lait.
|                                   | 1988  | 2000 | 2010 |
| --------------------------------- | ----- | ---- | ---- |
| Exploitations                     | 66    | 49   | 30   |
| Superficie agricole utilisée (ha) | 1 576 | 1424 | 1340 |

Le nombre d'exploitations agricoles en activité et ayant leur siège dans la commune est passé de 66 en 1988 à 49 en 2000 puis à 30 en 2010, soit une baisse de 55 % en 22 ans. Le même mouvement est observé à l'échelle du département qui a perdu pendant cette période 43 % de ses exploitations. La surface agricole utilisée sur la commune a également diminué, passant de 1 576 ha en 1988 à 1 340 ha en 2010. Parallèlement la surface agricole utilisée moyenne par exploitation a augmenté, passant de 24 à 45 ha.

## Culture locale et patrimoine

### Lieux et monuments

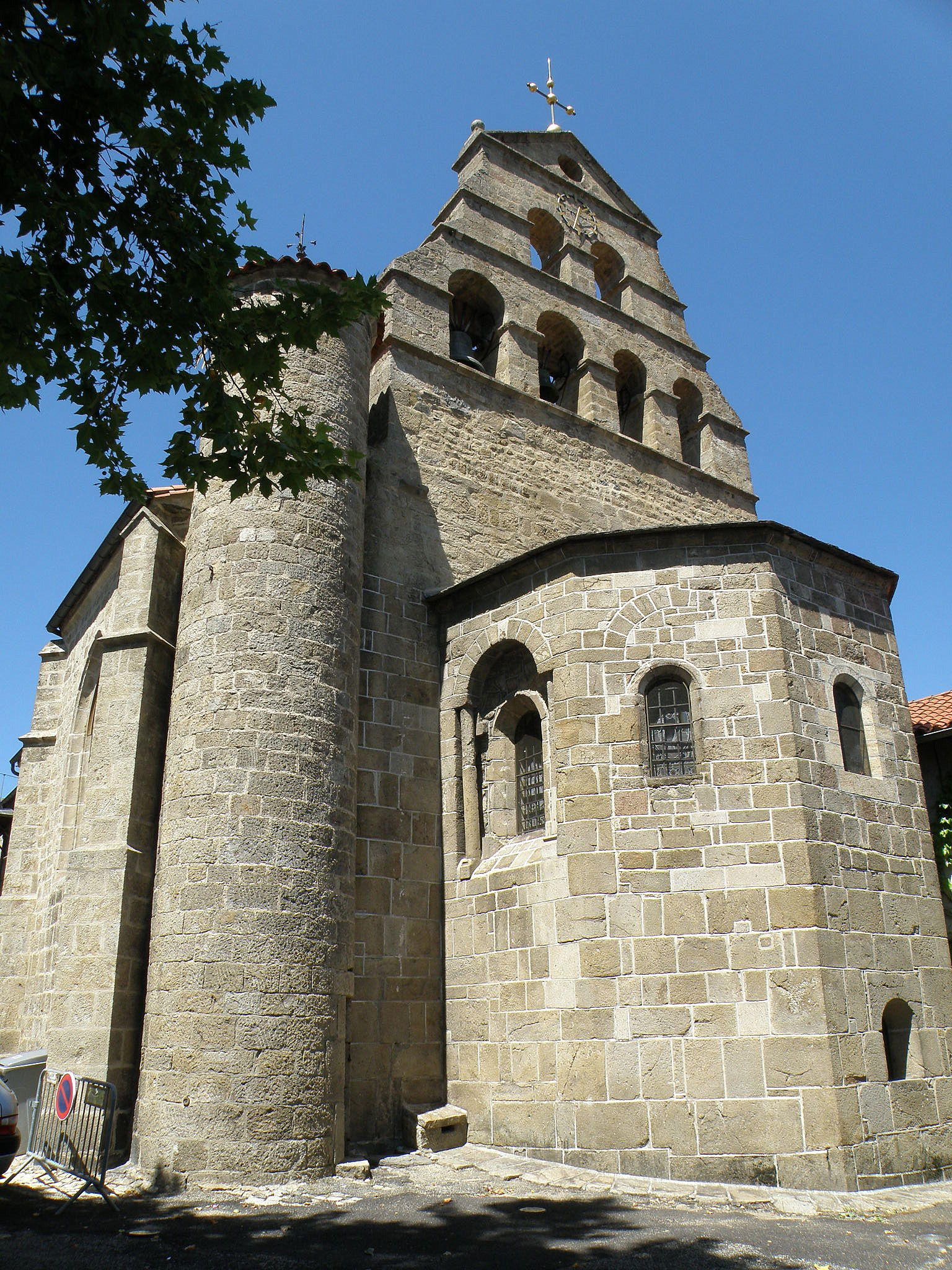
Chevet et campenard de l'église Saint-Jean.

- Le trajet de la Loire à Beauzac fait partie des gorges de la Loire, s'encaissant en effet fortement par endroits, et se bordant de falaises.
- Jolie vallée de l'Ance, dans le nord de la commune.

#### Église Saint-Jean
L'église Saint-Jean de Beauzac a été construite du XIIe au XVIIe siècle, elle est située dans le bourg.

#### Chapelle du Fraisse

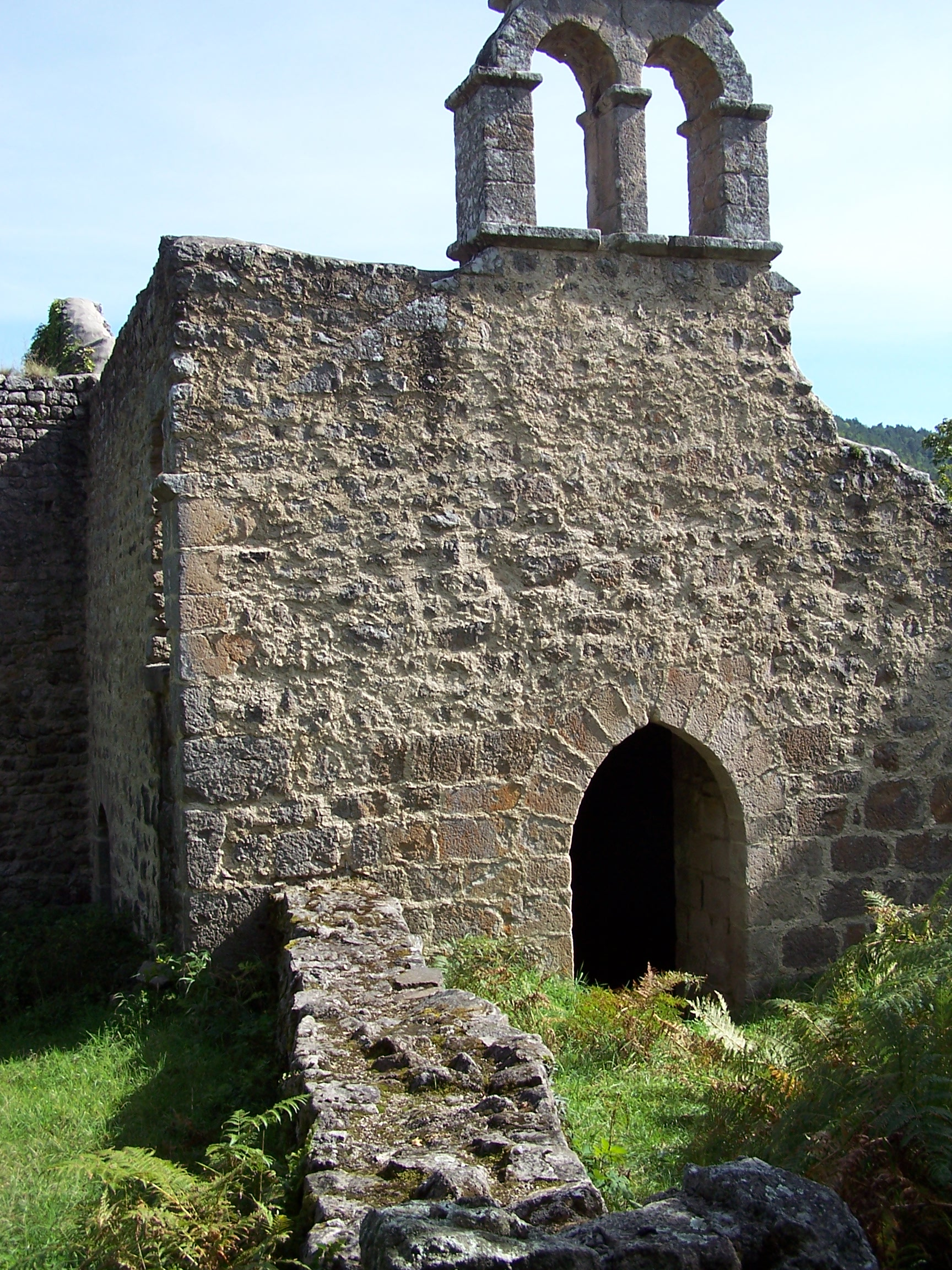
La chapelle du Fraisse avec ses trois clochetons.

La chapelle du Fraisse date du XIIe siècle et est située à environ deux kilomètres du pont de Vaure (en bord de Loire), entre les hameaux du Fraisse Haut et du Fraisse Bas.

### Personnalités liées à la commune
- Jean Proriol, (1934-), homme politique français natif de Beauzac. Maire de la commune de 1962 à 2020, conseiller général de 1962 à 1992, sénateur de 1974 à 1978 et député de 1978 à 2012.

### Blason
| Blason de Beauzac | Les armes de Beauzac se blasonnent ainsi : « De sable au sautoir d'or cantonné de quatre étoiles d'argent ». |